# Brzeg Dolny (gmina)
Brzeg Dolny – gmina miejsko-wiejska w województwie dolnośląskim, w powiecie wołowskim. W latach 1975–1998 gmina położona była w województwie wrocławskim.
Siedziba gminy to Brzeg Dolny.
Według danych z 2014 gminę zamieszkiwały 16 024 osoby. Natomiast według danych z 30 czerwca 2020 roku gminę zamieszkiwało 16 095 osób.

## Struktura powierzchni
Według danych z roku 2002 gmina Brzeg Dolny ma obszar 94,4 km², w tym:
- użytki rolne: 50%
- użytki leśne: 32%

Gmina stanowi 13,99% powierzchni powiatu.

## Demografia

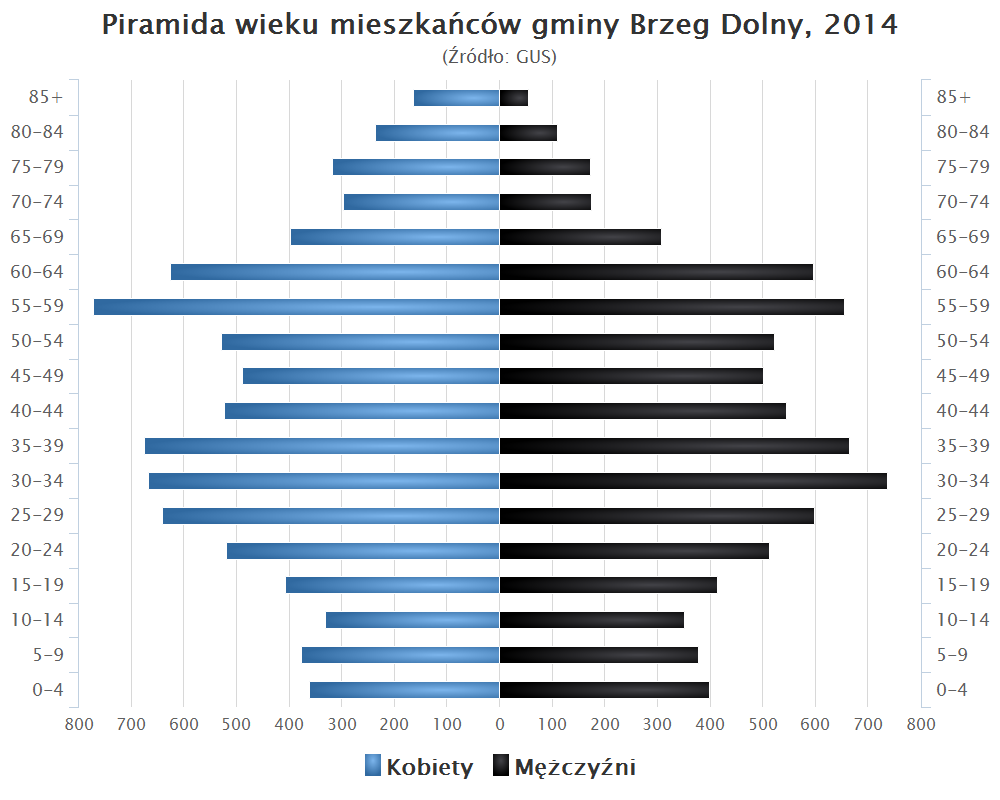
Piramida wieku mieszkańców gminy Brzeg Dolny w 2014 roku

Dane z 2014:
| Opis                              | Ogółem | Ogółem | Kobiety | Kobiety | Mężczyźni | Mężczyźni |
| --------------------------------- | ------ | ------ | ------- | ------- | --------- | --------- |
| jednostka                         | osób   | %      | osób    | %       | osób      | %         |
| populacja                         | 16 024 | 100    | 8323    | 51,9    | 7701      | 48,0      |
| gęstość zaludnienia (mieszk./km²) | 170    | 170    | 88,5    | 88,5    | 81,9      | 81,9      |

## Ochrona przyrody
Na obszarze gminy częściowo znajduje się rezerwat przyrody Jodłowice chroniący fragment lasu mieszanego z udziałem jodły występującej na północnej granicy swego zasięgu.

## Sołectwa
Bukowice, Godzięcin, Grodzanów, Jodłowice, Naborów, Pogalewo Małe, Pogalewo Wielkie, Pysząca, Radecz, Stary Dwór, Wały, Żerków, Żerkówek.

## Sąsiednie gminy
Miękinia, Oborniki Śląskie, Środa Śląska, Wołów